# A-412997
A-412997是一种含氮有机化合物，分子式C
19H
23N
3O，可作为多巴胺受体D4的选择性激动剂，结构上与PD-168,077、CP-226,269类似。